# Regla del pivot
La regla del pivot és un mètode alternatiu per diagonalitzar matrius i resoldre sistemes lineals a partir de la manipulació de submatrius. Encara que no forma part dels mètodes clàssics recollits en la literatura matemàtica acadèmica, pot ser una eina pedagògica molt útil, sobretot en l'àmbit de batxillerat, per la seva simplicitat conceptual i per la seva aplicabilitat en matrius esparses.

## Idea general de la regla del pivot
L'algorisme es basa en una successió de passos que eliminen files i columnes mitjançant l'elecció d'un pivot i el càlcul de determinats menors. El resultat final és una matriu diagonalitzada o triangular, similar al que s'obtindria aplicant el mètode de Gauss.

## Algorisme pas a pas
1. Escollir un pivot: Seleccionar un element diferent de zero de la matriu com a pivot (per exemple, l'element {\displaystyle a_{11}}).
2. Construir el menor: Eliminar la fila i la columna que contenen el pivot per formar un menor (submatriu) d'ordre {\displaystyle n-1}. També anomenat menor complementari, en aquest cas el menor complementari del pivot triat.
3. Aplicar la transformació: Crear una nova matriu on cada element es calcula com: {\displaystyle a_{ij}^{\prime }=a_{00}\cdot a_{ij}-a_{0j}\cdot a_{i0}} on {\displaystyle a_{00}} és el pivot,  {\displaystyle a_{ij}} és l'element del menor corresponent, {\displaystyle a_{0j}} és l'element {\displaystyle j}-èssim de la fila eliminada i {\displaystyle a_{i0}} és l'element {\displaystyle i}-èssim de la fila eliminada.
4. Repetir: Tornar al pas 1 amb la nova matriu, fins a arribar a una matriu d'ordre 1.

## Exemple amb una matriu3×3{\displaystyle 3\times 3}
Sigui {\displaystyle A} la matriu {\displaystyle A\in {\mathcal {M}}_{3}(\mathbb {R} )} definida com {\displaystyle A={\begin{pmatrix}1&2&3\\0&-2&1\\-1&0&3\end{pmatrix}}}:
1. Pivot inicial: {\displaystyle a_{11}=1}
2. Menor: {\displaystyle {\begin{pmatrix}-2&1\\0&3\end{pmatrix}}}
3. Nova matriu: {\displaystyle {\begin{pmatrix}1\cdot (-2)-2\cdot 0&1\cdot 1-3\cdot 0\\1\cdot 0-2\cdot (-1)&1\cdot 3-(-1)\cdot 3\end{pmatrix}}={\begin{pmatrix}-2&1\\2&6\end{pmatrix}}}
4. Segona iteració amb pivot {\displaystyle -2}: {\displaystyle {\begin{pmatrix}-14\end{pmatrix}}}

Posant-ho tot junt en un mateix procés, ens queda la seqüència de matrius següent:
{\displaystyle A={\begin{pmatrix}1&2&3\\0&-2&1\\-1&0&3\end{pmatrix}}\thicksim {\begin{pmatrix}-2&1\\2&6\end{pmatrix}}\thicksim {\begin{pmatrix}-14\end{pmatrix}}}

## Relació amb el mètode de Gauss
Prenent l'exemple anterior, podem construir una matriu diagonalitzada com si haguèssim seguit el mètode de Gauss de forma algorísmica, la seqüència de matrius seria la següent:
{\displaystyle A={\begin{pmatrix}1&2&3\\0&-2&1\\-1&0&3\end{pmatrix}}\thicksim {\begin{pmatrix}1&2&3\\0&-2&1\\0&2&6\end{pmatrix}}\thicksim {\begin{pmatrix}1&2&3\\0&-2&1\\0&0&-14\end{pmatrix}}}
Notem que a la segona matriu apareix la primera matriu que hem trobat usant la regla del pivot i a la tercera hi apareix la segona (i darrera) que hem trobat usant la regla del pivot.
També notem que el resultat usant la regla del pivot ens ha quedat exactament igual perquè hem triat el pivot 1 i està a una posició amb signe positiu de la matriu de signes associada. Sinó, per exemple triant com a pivot l'element {\displaystyle a_{12}=2} que té una posició de signe negatiu en la matriu de signes associada, llavors el resultat seria una matriu {\displaystyle {\begin{pmatrix}28\end{pmatrix}}}, vegem-ho:
{\displaystyle A={\begin{pmatrix}1&2&3\\0&-2&1\\-1&0&3\end{pmatrix}}\thicksim {\begin{pmatrix}2&8\\-2&6\end{pmatrix}}\thicksim {\begin{pmatrix}28\end{pmatrix}}}
De fet, es pot veure de forma general a {\displaystyle \mathbb {R} ^{3}} (i aplicable a {\displaystyle \mathbb {R} ^{n}}) que els dos mètodes ens porten a la mateixa solució. Vegem-ho:

### Proposició: SiguiA∈M3(R){\displaystyle A\in {\mathcal {M}}_{3}(\mathbb {R} )}una matriu qualsevol, volem demostrar que aplicar la regla del pivot i aplicar el mètode de Gauss són processos equivalents; i.e., arribem a la mateixa conclusió.
Demostració:
Com que {\displaystyle A\in {\mathcal {M}}_{3}(\mathbb {R} )} és una matriu qualsevol, ens la podem pensar com {\displaystyle A={\begin{pmatrix}a&b&c\\d&e&f\\g&h&i\end{pmatrix}}}on {\displaystyle a,b,c,d,e,f,g,h,i\in \mathbb {R} } són coeficients qualsevols.
Apliquem primer la regla del pivot a la matriu {\displaystyle A}:
Suposem {\displaystyle a\neq 0} i la triem com a pivot:
{\displaystyle A={\begin{pmatrix}a&b&c\\d&e&f\\g&h&i\end{pmatrix}}\thicksim {\begin{pmatrix}ae-bd&af-cd\\ah-bg&ai-cg\end{pmatrix}}}
Suposem {\displaystyle ae-bd\neq 0} i el triem com a pivot:
{\displaystyle A={\begin{pmatrix}a&b&c\\d&e&f\\g&h&i\end{pmatrix}}\thicksim {\begin{pmatrix}ae-bd&af-cd\\ah-bg&ai-cg\end{pmatrix}}\thicksim {\begin{pmatrix}(ae-bd)(ai-cg)-(ah-bg)(af-cd)\end{pmatrix}}}
Apliquem ara el mètode de Gauss a la matriu {\displaystyle A}:
{\displaystyle A={\begin{pmatrix}a&b&c\\d&e&f\\g&h&i\end{pmatrix}}\thicksim {\begin{pmatrix}a&b&c\\0&ae-bd&af-cd\\0&ah-bg&ai-cg\end{pmatrix}}\thicksim {\begin{pmatrix}a&b&c\\0&ae-bd&af-cd\\0&0&(ae-bd)(ai-cg)-(ah-bg)(af-cd)\end{pmatrix}}}
En el primer pas hem hagut de suposar {\displaystyle a\neq 0} i en el segon {\displaystyle ae-bd\neq 0}, perquè sinó el canvi de fila per combinació lineal seria erroni. Notem que aquí hem hagut de tractar el cas general on per a aplicar el mètode hem hagut de fer les següents transformacions:
1r: {\displaystyle f_{2}\rightarrow af_{2}-df_{1}} i {\displaystyle f_{3}\rightarrow af_{3}-gf_{1}}
2n: {\displaystyle f_{3}\rightarrow (ae-bd)f_{3}-(ah-bg)f_{1}}
Si ens fixem en les matrius generades per la regla del pivot, vegem que podem construir les matrius del mètode de Gauss a partir d'elles i viceversa. La primera matriu generada per la regla del pivot és el menor complementari de l'element {\displaystyle a} de la primera matriu generada pel mètode de Gauss, on la primera fila queda fixa i la resta d'elements esdevenen {\displaystyle 0}. La segona i última matriu generada per la regla del pivot és el darrer element de la segona i última matriu generada pel mètode de Gauss, on les dues primeres files queden fixes respecte el pas anterior i la resta d'elements esdevenen {\displaystyle 0}.
Concloent, tant si apliquem el mètode de Gauss com la regla del pivot, els dos processos són equivalents ja que podem construir un a partir de l'altre i viceversa. {\displaystyle \blacksquare }

### La regla del pivot ens permet trobar molt fàcilment el determinant d'una matriuA∈M3(R){\displaystyle A\in {\mathcal {M}}_{3}(\mathbb {R} )}. De fet, es pot calcular com el valor de l'última matriu de la regla del pivot dividit pel pivot inicial considerant el seu signe segons la matriu de signes associada.
Demostració:
Vegem-ho usant dos pivots diferents amb posicions contigües en la matriu de signes:
Com que {\displaystyle A\in {\mathcal {M}}_{3}(\mathbb {R} )} és una matriu qualsevol, ens la podem pensar com {\displaystyle A={\begin{pmatrix}a&b&c\\d&e&f\\g&h&i\end{pmatrix}}}on {\displaystyle a,b,c,d,e,f,g,h,i\in \mathbb {R} } són coeficients qualsevols.
Calculem primer el determinant d'aquesta matriu genèrica, usarem l'expansió de Laplace per a fer-ho:
{\displaystyle det(A)={\begin{vmatrix}a&b&c\\d&e&f\\g&h&i\end{vmatrix}}=a\cdot {\begin{vmatrix}e&f\\h&i\end{vmatrix}}-b\cdot {\begin{vmatrix}d&f\\g&i\end{vmatrix}}+c\cdot {\begin{vmatrix}d&e\\g&h\end{vmatrix}}=a(ei-fh)-b(di-fg)+c(dh-eg)=}
{\displaystyle =aei-afh-bdi+bfg+cdh-ceg\implies det(A)=aei-afh-bdi+bfg+cdh-ceg}
Apliquem ara la regla del pivot a la matriu {\displaystyle A}:
Primer cas: pivot = a
Suposem {\displaystyle a\neq 0} i la triem com a pivot:
{\displaystyle A={\begin{pmatrix}a&b&c\\d&e&f\\g&h&i\end{pmatrix}}\thicksim {\begin{pmatrix}ae-bd&af-cd\\ah-bg&ai-cg\end{pmatrix}}}
Suposem {\displaystyle ae-bd\neq 0} i el triem com a pivot:
{\displaystyle A={\begin{pmatrix}a&b&c\\d&e&f\\g&h&i\end{pmatrix}}\thicksim {\begin{pmatrix}ae-bd&af-cd\\ah-bg&ai-cg\end{pmatrix}}\thicksim {\begin{pmatrix}(ae-bd)(ai-cg)-(ah-bg)(af-cd)\end{pmatrix}}}
{\displaystyle (ae-bd)(ai-cg)-(ah-bg)(af-cd)=a^{2}ei-aceg-abdi+bcdg-a^{2}fh+acdh+abfg-bcdg=}
{\displaystyle =a(aei-ceg-bdi-afh+cdh+bfg)+bcdg-bcdg=a\cdot det(A)\implies }
{\displaystyle \implies det(A)={\frac {(ae-bd)(ai-cg)-(ah-bg)(af-cd)}{a}}}
Primer cas: pivot = b
Suposem {\displaystyle b\neq 0} i la triem com a pivot:
{\displaystyle A={\begin{pmatrix}a&b&c\\d&e&f\\g&h&i\end{pmatrix}}\thicksim {\begin{pmatrix}bd-ae&bf-ce\\bg-ah&bi-ch\end{pmatrix}}}
Suposem {\displaystyle bd-ae\neq 0} i el triem com a pivot:
{\displaystyle A={\begin{pmatrix}a&b&c\\d&e&f\\g&h&i\end{pmatrix}}\thicksim {\begin{pmatrix}bd-ae&bf-ce\\bg-ah&bi-ch\end{pmatrix}}\thicksim {\begin{pmatrix}(bd-ae)(bi-ch)-(bg-ah)(bf-ce)\end{pmatrix}}}
{\displaystyle (bd-ae)(bi-ch)-(bg-ah)(bf-ce)=b^{2}di-bcdh-abei+aceh-b^{2}fg+bceg+abfh-aceh=}
{\displaystyle =b(bdi-cdh-aei-bfg+ceg+afh)+aceh-aceh=b\cdot (-det(A))=-b\cdot det(A)\implies }
{\displaystyle \implies det(A)={\frac {(bd-ae)(bi-ch)-(bg-ah)(bf-ce)}{-b}}}
Recordem que la matriu de signes de 3 dimensions és la següent:
{\displaystyle {\begin{pmatrix}+&-&+\\-&+&-\\+&-&+\end{pmatrix}}}
Per tant, als coeficients {\displaystyle a,c,e,g,i} se'ls otorga un signe {\displaystyle +} i als coeficients {\displaystyle b,d,f,h} se'ls otorga un signe {\displaystyle -}. {\displaystyle \blacksquare }

## La regla del pivot per a resoldre sistemes lineals
La resolució de sistemes lineals (usualment de tres dimensions) és un problema en el qual la regla del pivot pot és una gran eina. El procediment a seguir és el mateix que per matrius quadrades, només que ara tenim matrius rectangulars.